# Auferstehungskathedrale (Podgorica)
Die Kathedrale der Auferstehung Christi (serbisch/montenegrinisch Саборни Храм Христовог Васкрсења/Saborni Hram Hristovog Vaskrsenja) ist die serbisch-orthodoxe Hauptkirche und das größte Gotteshaus von Podgorica sowie eines der Wahrzeichen der montenegrinischen Hauptstadt. Sie ist die Kathedrale der Metropolie von Montenegro und dem Küstenland der Serbisch-Orthodoxen Kirche und die größte orthodoxe Kirche in Montenegro überhaupt.
Die von 1993 bis 2013 erbaute Auferstehungskathedrale wurde von den Architekten Predrag Ristić und Jovan Popović entworfen. Ihre fast 36 Meter hohe Kuppel dominiert das Bild der Stadt.

## Baugeschichte
Am 9. August 1993 legten und weihten der Ökumenische Patriarch von Konstantinopel Bartholomeos I., der serbische Patriarch Pavle sowie der serbisch-orthodoxe Metropolit von Montenegro und dem Küstenland, Amfilohije Radović, den Grundstein für die Kathedrale. Am 18. Mai 1994 feierte der russisch-orthodoxe Patriarch Alexius II. auf dem Fundament eine Liturgie.
Am 7. Oktober 2013 – dem 1700. Jahrestag des Toleranzediktes von Mailand – wurde die Auferstehungskathedrale feierlich vom Ökumenischen Patriarchen Bartholomeos I., den orthodoxen Patriarchen von Russland (Kyrill I.), Serbien (Irinej) und Jerusalem (Theophilos III.), den Erzbischöfen von Zypern (Chrysostomos II.), Athen (Hieronymos II.) und Albanien (Anastasios), dem polnisch-orthodoxen Metropoliten Sawa sowie zahlreichen weiteren Vertretern orthodoxer Kirchen eingeweiht. Tausende Menschen hatten sich zu diesem Ereignis vor der Kathedrale versammelt. Der Zeremonie wohnten auch der montenegrinische Präsident Filip Vujanović und andere ranghohe Politiker bei.

## Beschreibung und Innengestaltung
Die Auferstehungskathedrale besitzt eine bebaute Grundfläche von 1.270 m² (Gesamtfläche aller Innenräume: 4.000 m²) und wurde auf kreuzförmigem Grundriss erbaut. Über dem Hauptraum erhebt sich eine 35,50 Meter hohe Kuppel mit einem 4 Meter hohen vergoldeten Kreuz.
Der Haupteingang wird von zwei 26,70 Meter hohen Glockentürmen flankiert, deren Geläute 17 Glocken umfassen. Die größte Glocke wiegt 11 Tonnen. Im Erdgeschoss der beiden Glockentürme befinden sich zwei Kapellen, die den Heiligen Simeon Mirotočivi und Jovan Vladimir geweiht sind. Die Simeon-Mirotočivi-Kapelle beherbergt ein renoviertes altes Taufbecken aus dem ehemaligen Kloster Zlatica bei Podgorica.
Den Innenraum schmücken Fresken, Ikonen, Mosaiken, Steinplastiken und Holzschnitzereien, die das christlich-orthodoxe Erbe Montenegros von frühchristlicher Zeit bis zur Gegenwart widerspiegeln. Die Fresken im Innenraum wurden auf vergoldeten Untergrund gemalt und bedecken eine Gesamtfläche von 6.200 m². Die Böden werden von 1.872 m² Mosaiken bedeckt; hinzu kommen 79 m² Wandmosaiken. Über dem Haupteingang zeigt ein Mosaik die Auferstehung Jesu Christi. Unter den Darstellungen im Hauptraum finden sich zahlreiche Heilige, aber auch Persönlichkeiten der serbischen und montenegrinischen Geschichte, darunter Angehörige der Dynastien Nemanjić und Petrović. Ein Fresko zeigt die kommunistischen Philosophen Karl Marx und Friedrich Engels sowie den jugoslawischen Staats- und Parteichef Josip Broz Tito in der Hölle.
Im Untergeschoss gibt es eine Krypta, die ebenfalls teilweise mit Fresken ausgeschmückt ist.

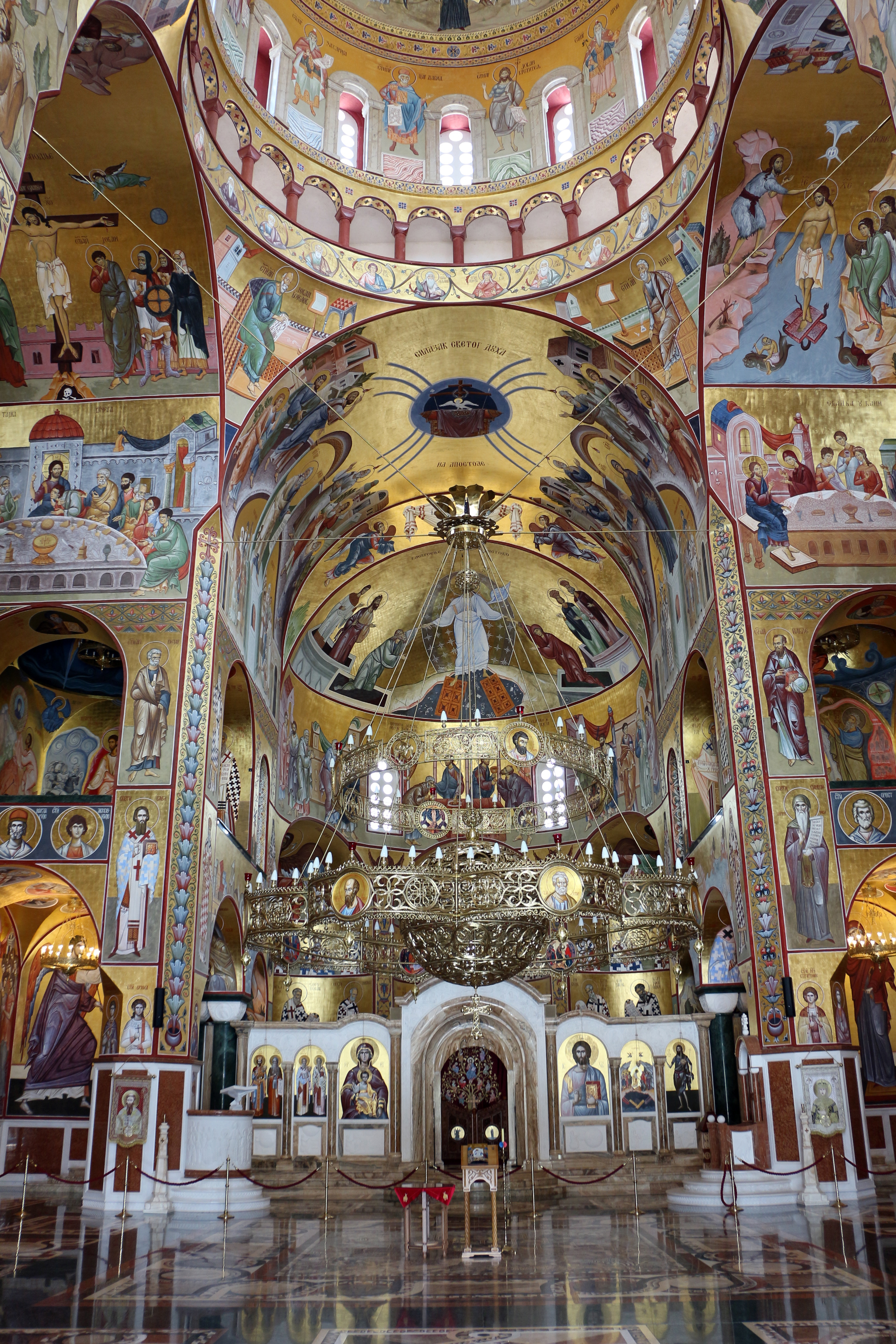
Innenansicht des Hauptraumes
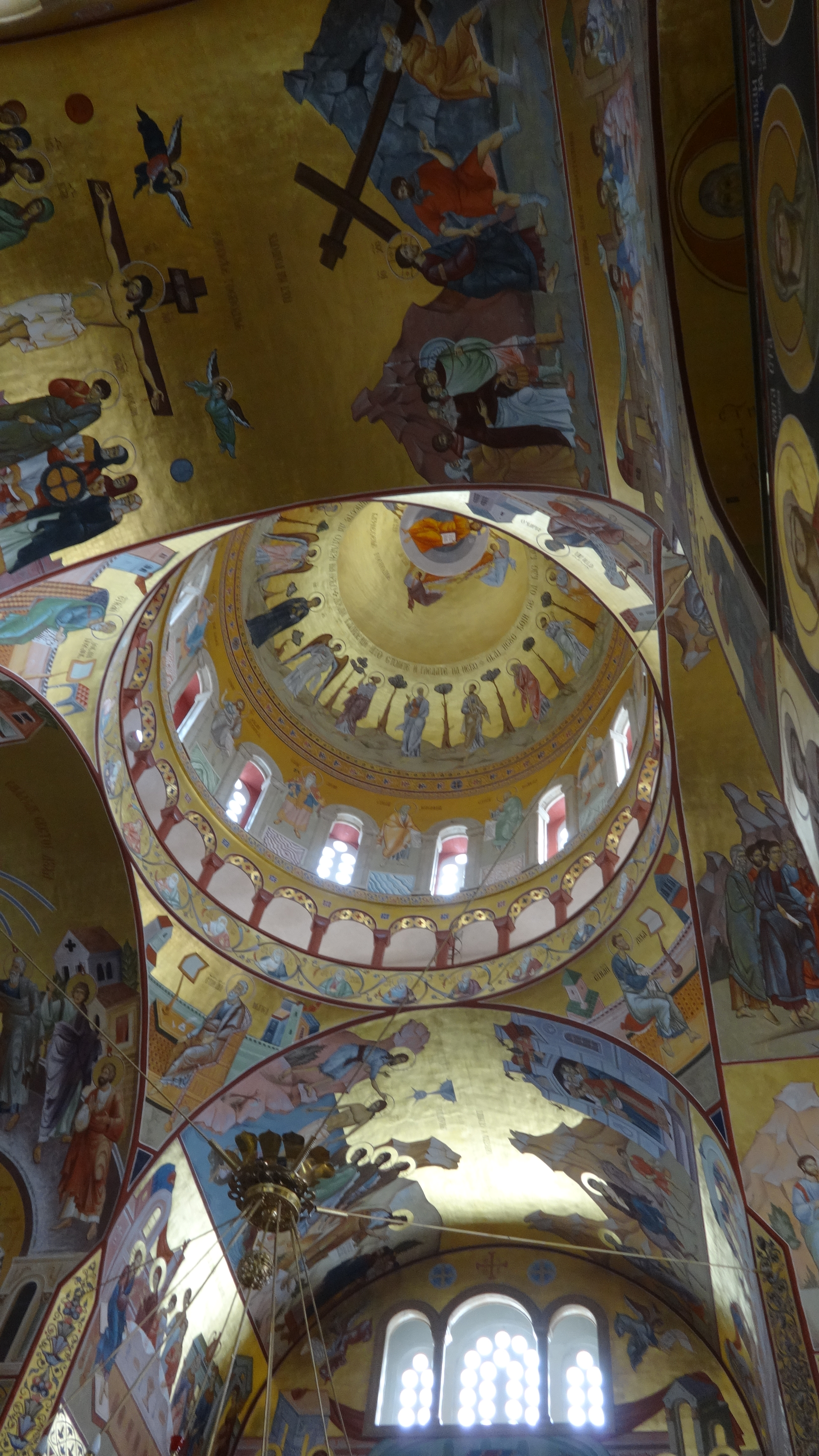
Kuppel
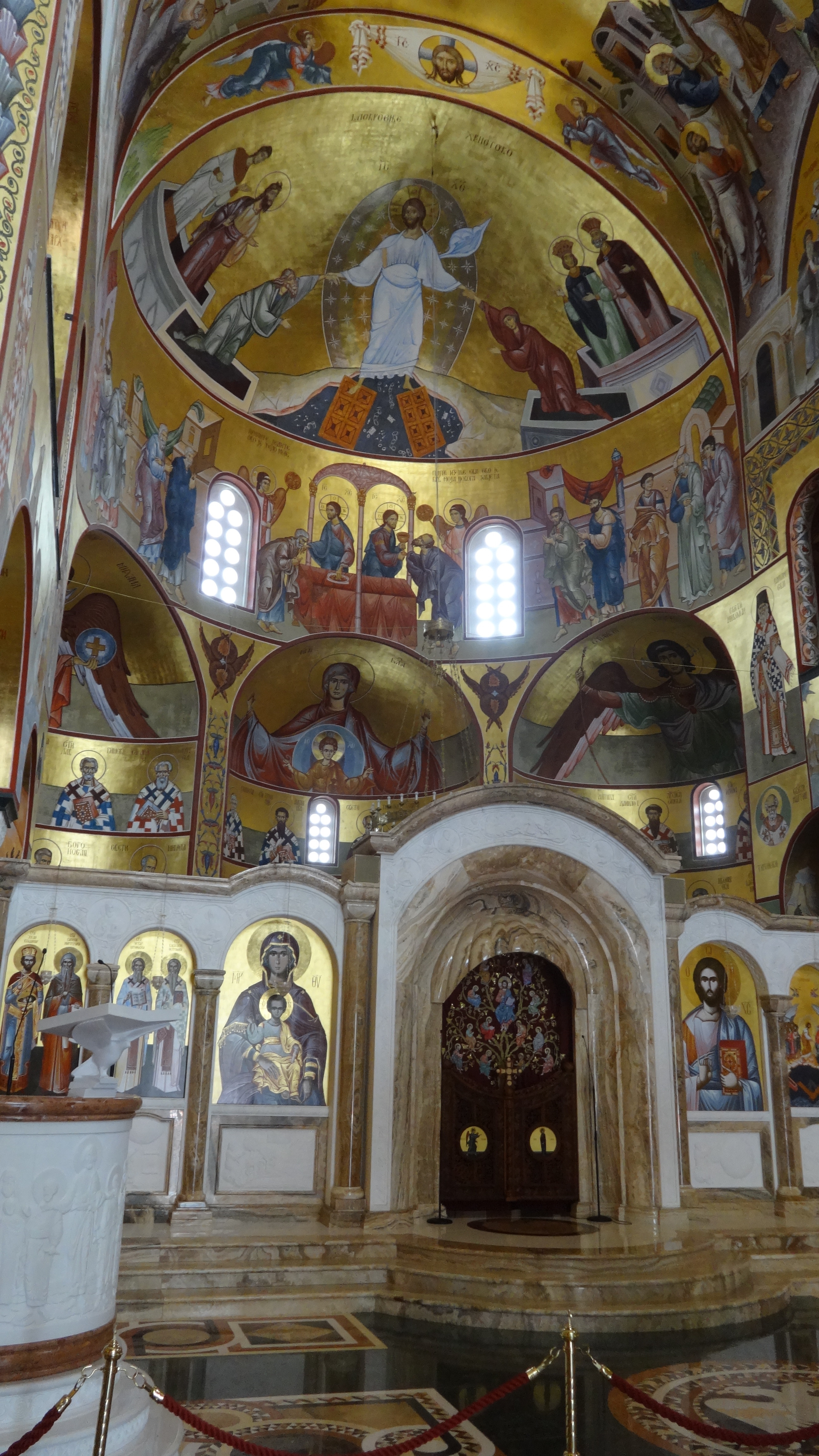
Altarraum mit Ikonostase
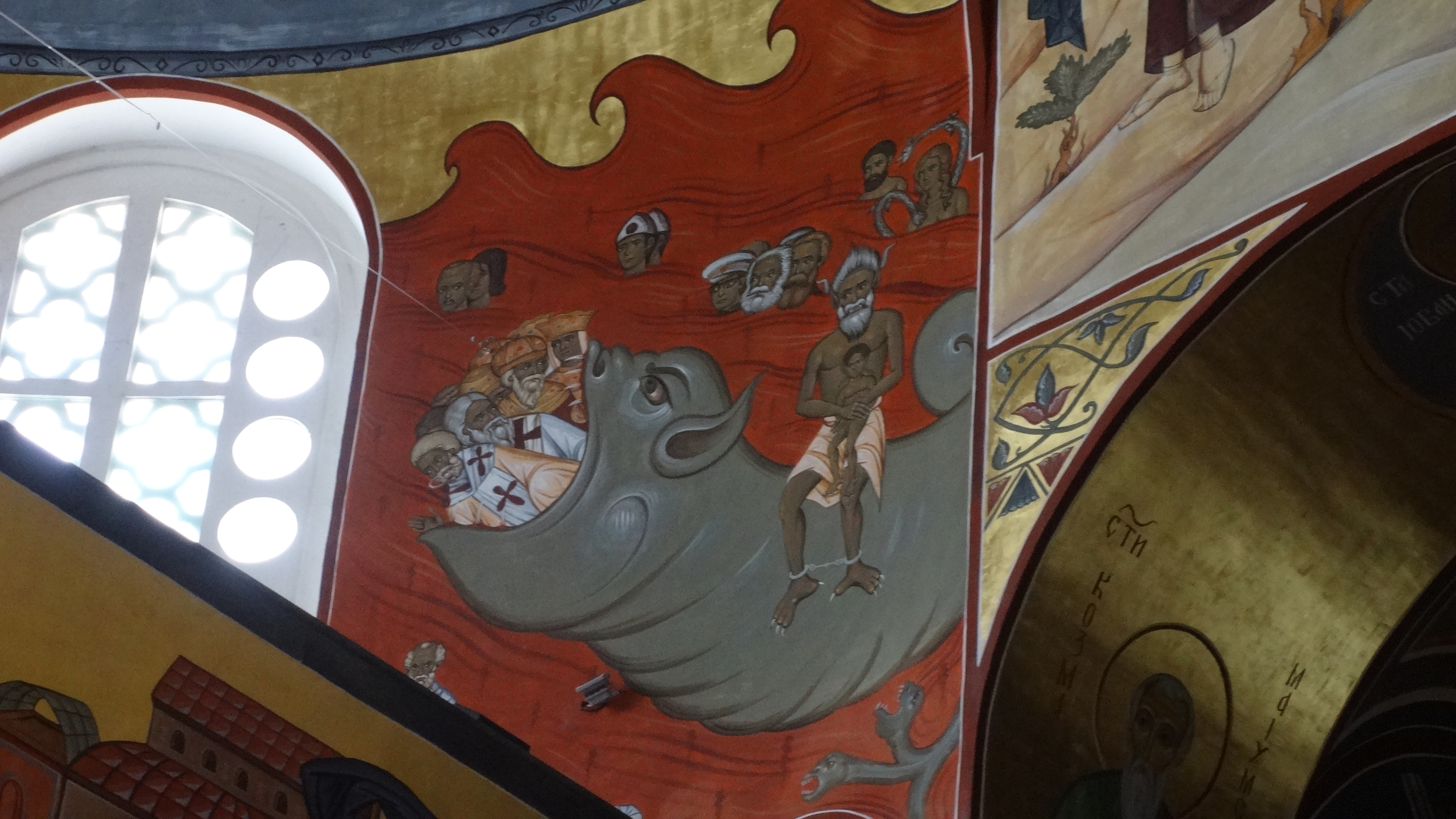
Darstellung der Hölle (Fresko) mit Tito, Marx und Engels (mittig über dem Ungeheuer)
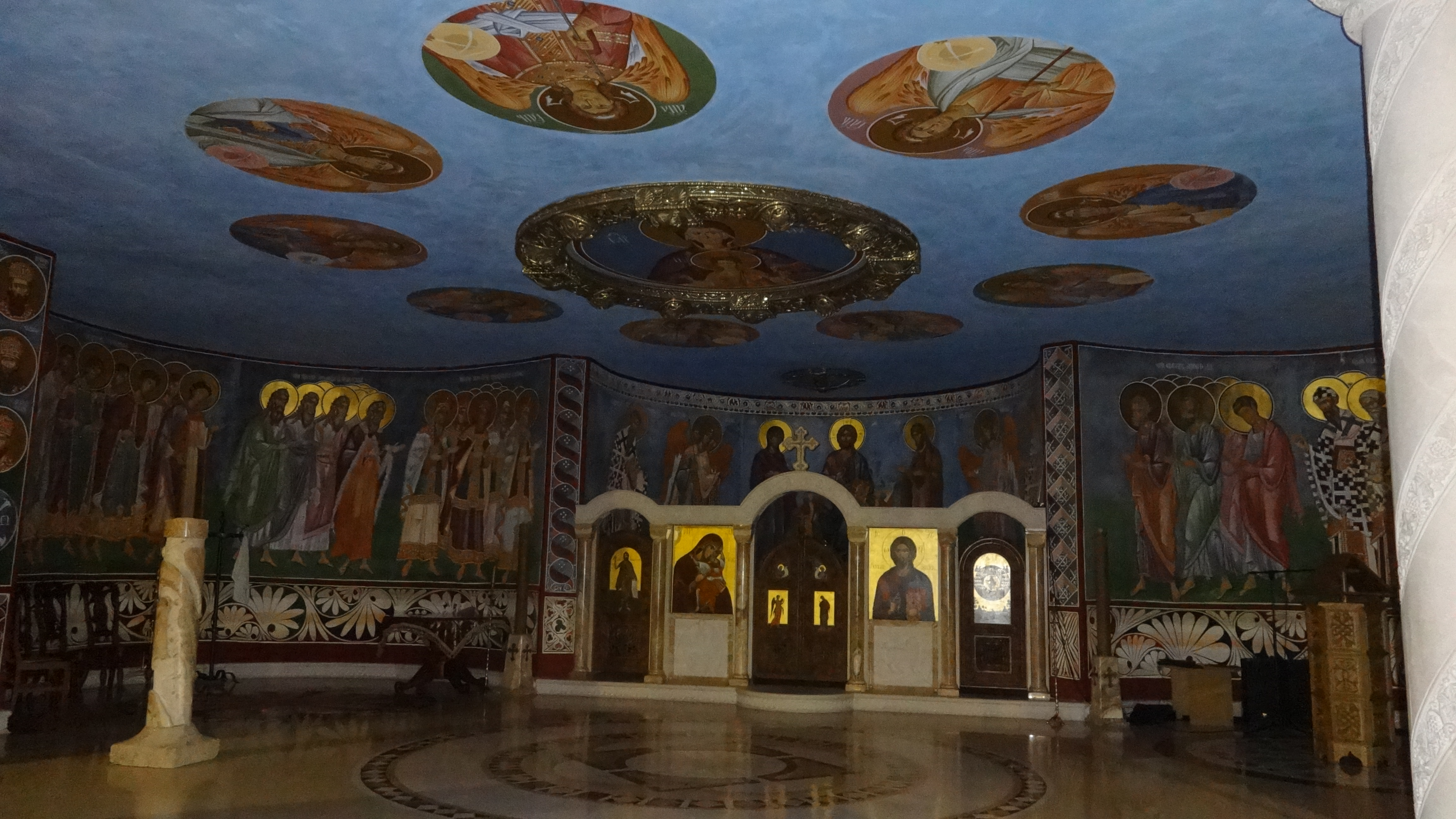
Krypta